# Resolutie 581 Veiligheidsraad Verenigde Naties
Resolutie 581 van de Veiligheidsraad van de Verenigde Naties werd op 13 februari 1986 aangenomen, als eerste VN-Veiligheidsraadsresolutie van dat jaar. Het aannemen gebeurde met dertien stemmen en twee onthoudingen van het Verenigd Koninkrijk en de Verenigde Staten.

## Achtergrond
Na de Tweede Wereldoorlog werd in Zuid-Afrika het apartheidssysteem ingevoerd, waarbij blank en zwart volledig van elkaar gescheiden moesten leven maar die eersten wel bevoordeeld werden. Het ANC, waarvan ook Nelson Mandela lid was, was fel tegen dit systeem. Ook in de rest van de wereld werd het afgekeurd, wat onder meer tot sancties tegen Zuid-Afrika leidde. Tegenstanders van de apartheid werden op basis van de apartheidswetten streng gestraft.

## Inhoud
De Veiligheidsraad:
- Heeft het verzoek van Soedan in beraad genomen.
- Bedenkt dat landen geen bedreiging of geweld mogen gebruiken in hun relaties met andere landen.
- Is erg bezorgd om de spanningen en instabiliteit door de agressie van het apartheidsregime in zuidelijk Afrika.
- Is erg bezorgd dat dergelijke agressie de al fragiele situatie enkel kan verergeren.
- Herhaalt zijn gekantheid tegen apartheid.
- Bevestigt het recht van alle landen om vluchtelingen van apartheid op te vangen.
- Neemt nota van het communiqué van de ministers van buitenlandse zaken van de frontlanden (de buurlanden van Zuid-Afrika) en de Europese Economische Gemeenschap die Zuid-Afrika's destabilisatiepolitiek met onder meer militaire acties in buurlanden veroordeelden.
- Herinnert aan de resoluties 567, 568, 571, 572 en 580 die de agressie tegen Angola, Botswana en Lesotho veroordeelden.
- Is ervan overtuigd dat de apartheid en de illegale bezetting van Namibië de oorzaak zijn van de spanningen in zuidelijk Afrika.
- Is erg bezorgd over de recente dreigementen van Zuid-Afrika.
- Weet dat dringend stappen moeten worden genomen tegen bedreigingen van de vrede in de regio.
- Is ervan overtuigd dat enkel de afschaffing van apartheid een oplossing kan zijn voor de explosieve situatie in zuidelijk Afrika.

1. Veroordeelt racistisch Zuid-Afrika voor de recente agressie.
2. Waarschuwt Zuid-Afrika tegen daden van agressie, terrorisme, destabilisatie en het gebruik van huurlingen.
3. Betreurt de escalatie van het geweld en roept Zuid-Afrika op om internationale grenzen te respecteren.
4. Betreurt enige vorm van steun van landen die gebruikt kan worden om landen te destabiliseren.
5. Roept alle landen op druk uit te oefenen op Zuid-Afrika om deze te doen afzien van agressie tegen buurlanden.
6. Bevestigt het recht van alle landen om slachtoffers van apartheid op te vangen.
7. Eist de onmiddellijke afschaffing van apartheid als noodzakelijke stap in de creatie van een niet-raciale democratische maatschappij gebaseerd op zelfbeschikking en een meerderheidsregime en eist daarom:
a. De ontmanteling van de thuislanden en de stopzetting van de verhuis van inheemse Afrikanen.
b. De opheffing van de ban op organisaties, partijen, individuen en media tegen apartheid.
c. De ongehinderde terugkeer van alle bannelingen.
8. Eist dat Zuid-Afrika het geweld tegen zwarten stopt, alle gevangenen vrijlaat en de noodtoestand opheft.
9. Betreurt het dat Zuid-Afrika de internationale wetten en zijn verplichtingen in het Handvest van de Verenigde Naties naast zich neerlegt.
10. Looft Zuid-Afrika's buurlanden voor hun steun aan vrijheid en gerechtigheid in Zuid-Afrika en vraagt de lidstaten hen te helpen met het versterken van hun opvangcapaciteit voor vluchtelingen.
11. Vraagt de secretaris-generaal de dreigementen van Zuid-Afrika in het oog te houden en erover te rapporteren.
12. Besluit om op de hoogte te blijven.

## Verwante resoluties
- Resolutie 577 Veiligheidsraad Verenigde Naties
- Resolutie 580 Veiligheidsraad Verenigde Naties
- Resolutie 591 Veiligheidsraad Verenigde Naties
- Resolutie 601 Veiligheidsraad Verenigde Naties

Lijst ·  581 ·  582 ·  583 ·  584 ·  585 ·  586 ·  587 ·  588 ·  589 ·  590 ·  591 ·  592 ·  593